# Alice no País das Maravilhas (1951)
Alice in Wonderland (bra/prt: Alice no País das Maravilhas) é um filme de animação estadunidense de 1951, dos gêneros musical, fantasia e aventura, dirigido por Clyde Geronimi, Wilfred Jackson e Hamilton Luske, com roteiro baseado nos romances Alice no País das Maravilhas (1865) e Through the Looking-Glass (1871), de Lewis Carroll. É o décimo terceiro longa-metragem dos estúdios Disney.
Até o desenvolvimento do filme, o produtor Walt Disney já havia feito uma série de curtas que misturava animação e live-action, intitulada Alice Comedies lançada em 1924. Porém, foi só com o sucesso do filme Branca de Neve e os Sete Anões, lançado em 1937, que Disney decidiu fazer um longa baseado na personagem de Lewis Carroll. A Segunda Guerra Mundial forçou a Disney atrasar o projeto do filme; durante essa época, a Disney só tinha recursos para fazer filmes curtos; mas, só depois com o fim da guerra e o sucesso de Song of the South que o estúdio voltou a trabalhar no projeto. Originalmente, assim como os curtas dos anos 20, Alice no País das Maravilhas foi planejado para ser uma produção de live-action com animação, mas o estúdio optou por torná-la totalmente animada em 1946.
O filme foi considerado uma decepção em seu lançamento inicial, levando a Disney a exibi-lo na televisão como um dos primeiros episódios de sua série Disneyland, onde provou ser um grande sucesso de audiência, especialmente durante a era psicodélica. Foi relançado nos cinemas em 1974, conseguindo um modesto sucesso de bilheteria. Alice se tornou ainda mais bem-sucedido na era moderna graças a trabalhos de merchandising e subsequentes lançamentos no formato home video. Atualmente é considerado um dos maiores clássicos da Disney, bem como uma das melhores adaptações cinematográficas da obra de Carroll.
Um remake homônimo em live-action foi lançado em 2010, sendo dirigido por Tim Burton, seguido pela sequência Alice Through the Looking Glass de 2016, dirigida por James Bobin.

## Enredo
Alice fica entediada com a aula de história de sua irmã sobre a conquista normanda da Inglaterra e expressa sua chateação, levando-a para a margem de um rio próximo. Lá, Alice avista um Coelho Branco portando um relógio de bolso, exclamando que ele está "atrasado para um grande encontro". Ela o persegue, seguindo-o até um grande buraco na terra. Ela o vê sair por uma porta minúscula, cuja maçaneta falante a aconselha a encolher até a altura apropriada bebendo de uma garrafa escrita "beba-me". Ela o faz e atravessa pelo buraco da fechadura em um mar produzido de suas próprias lágrimas após chorar depois que ela come uma bolacha escrita "coma-me", que a fez crescer muito a ponto de bater a cabeça no teto, machucando-se. Enquanto ela continua a seguir o Coelho, ela encontra vários personagens, como Tweedledee e Tweedledum, que contam a história da Morsa e do Carpinteiro.
Alice persegue o Coelho até sua casa; ele a confunde com sua empregada, Mariana, e a manda buscar suas luvas. Enquanto procurava as luvas na casa do Coelho, Alice encontra e come outro doce escrito "coma-me" e fica grande novamente, ficando presa na casa. Pensando que ela era um monstro, o Coelho pede ao Dodô ajuda para expulsá-la. Quando o Dodô sugere incendiar a casa, Alice foge comendo uma cenoura do jardim do Coelho, o que a faz encolher para sete centímetros de altura. Após escapar da casa, ela continua a seguir o Coelho e encontra um jardim de flores falantes que inicialmente a recebe alegremente com uma música, mas depois faz comentários depreciativos sobre sua aparência e a manda embora. Alice então encontra uma Lagarta, que fica furiosa com Alice depois que ela reclama de seu pequeno tamanho, que é o mesmo da Lagarta; a Lagarta então se transforma em uma borboleta e voa para longe. Antes de partir, a Lagarta aconselha Alice a comer um pedaço de um lado do cogumelo em que estão para mudar de tamanho. Ela o faz e retorna à sua altura original, continuando sua perseguição ao Coelho.
Na floresta, Alice encontra o Gato de Cheshire, que a aconselha a visitar o Chapeleiro Doido e a Lebre de Março para descobrir a localização do Coelho. Ela encontra ambos, juntamente com Leirão, um rato sonolento. Durante o chá na mesa deles, todos celebram o seus "desaniversários" e o Chapeleiro e a Lebre pedem à Alice que conte como ela foi parar ali; Alice tenta, mas sempre é interrompida pelos dois com suas loucuras e lógicas absurdas. Quando ela decide ir embora, o Coelho aparece, continuando a exclamar que está atrasado; o Chapeleiro interrompe a corrida do Coelho para examinar o relógio de bolso dele e diz que o mesmo está "atrasado dois dias" e tenta "consertá-lo" enchendo-o com manteiga e chá e acaba destruindo-o depois de declarar que está "louco". O Coelho lamenta que aquele relógio tenha sido seu "presente de desaniversario" e o Chapeleiro e a Lebre cantam a "Canção do Desaniversário" para o Coelho antes de finalmente o liberar em sua corrida apressada pela floresta. Farta das loucuras da Lebre e do Chapeleiro, Alice decide voltar para casa, mas ela se perde no meio da floresta. Temendo estar perdida para sempre, ela se senta em uma rocha aos prantos.
O Gato de Cheshire reaparece e aconselha Alice a pedir à Rainha de Copas ajuda para voltar para casa, mostrando a ela um "atalho" para o castelo do singelo Rei e da Rainha tirânica. Ao chegar lá, a Rainha ordena que um trio de jardineiros em forma de cartas de baralho sejam decapitados por terem colhido erroneamente rosas brancas em vez de vermelhas e tentarem pintá-las para enganar a Rainha. Após conhecer Alice, a Rainha a convida para uma partida de croqué, na qual são utilizados flamingos vivos como tacos, guardas-cartões como balizas e um ouriço como bola; os "equipamentos" facilitam o jogo a favor da Rainha. Só que o Gato aparece novamente e prega uma peça na Rainha, fazendo-a tropeçar, desaparecendo logo em seguida a tempo de fazer parecer que Alice é a que fez cair, mas antes que a Rainha possa ordenar sua decapitação, o Rei sugere um julgamento.
No julgamento de Alice, o Chapeleiro Doido, a Lebre de Março e o Leirão são chamados a depor como testemunhas, celebrando bobamente o desaniversário da Rainha e dando a ela uma coroa de presente, que se transforma no Gato. O caos se instala quando Leirão, assustado quando Alice aponta para o Gato, corre pelo tribunal. Irritada, a Rainha ordena a execução de Alice, mas a menina come um pedaço do cogumelo da Lagarta que ela havia guardado no bolso e fica grande novamente; o Rei e a Rainha ordenam que ela deixe o tribunal, mas ela se recusa e a insulta. Ao fazer isso ela retorna ao seu tamanho normal e a Rainha ordena novamente sua decapitação. Alice foge e a Rainha, o Rei, os guardas de cartas e os outros personagens a perseguem. Quando Alice chega à pequena porta com a fechadura falante que conheceu primeiro, o objeto mostra que ela já está do lado de fora, dormindo, revelando que tudo era um sonho; Alice grita consigo mesma para tentar acordar e no último instante desperta se encontrando com sua irmã novamente e vai embora com ela do bosque onde estavam estudando para tomar chá.

## Elenco
- Kathryn Beaumont como Alice
- Ed Wynn como o Chapeleiro Maluco
- Jerry Colonna como a Lebre de Março
- Richard Haydn como Absolem
- Sterling Holloway como o Gato de Cheshire
- Verna Felton como a Rainha de Copas
- J. Pat O'Malley como os irmãos Tweedledee e Tweedledum, a Morsa, o Carpinteiro e o Dodô
- Heather Angel como a irmã mais velha de Alice
- Joseph Kearns como a maçaneta falante
- Larry Grey como o lagarto Bill e um dos jardineiros-cartas pintores
- Queenie Leonard como a pássaro que cuida de seus ovos numa árvore
- Dink Trout como o Rei de Copas
- Doris Lloyd como a Rosa
- Jimmy MacDonald como Leirão e alguns flamingos
- Thurl Ravenscroft, Bill Lee, Max Smith e Bob Hamlin como os outros jardineiros-cartas pintores
- Don Barclay como os outros cartas-soldados
- Lucille Bliss como o girassol e a tulipa[6]
- Pinto Colvig como alguns flamingos
- Norma Zimmer como a Rosa Branca

## Diretores de animação
Os animadores diretores foram:
- Marc Davis (Alice e a criatura dos óculos)
- Milt Kahl (Dodô, Alice, Flamingo, Ouriço e Coelho Branco)
- Eric Larson (Alice, Dinah, Lagarta, Gato de Cheshire, Rainha de Copas, Flamingo)
- Frank Thomas (maçaneta, Rainha de Copas e as criaturas do País das Maravilhas)
- Ollie Johnston (Alice, Rei de Copas)
- Ward Kimball (Tweedledee e Tweedledum, a Morsa e o Carpinteiro, as ostras, Gato de Cheshire, Chapeleiro Doido, Lebre de Março, Leirão)
- John Lounsbery (as flores, Lagarta, Gato de Cheshire, Chapeleiro Doido, Lebre de Março e as criaturas do País das Maravilhas)
- Wolfgang Reitherman (Coelho Branco, Carpinteiro, Dodô, Chapeleiro Doido e Lebre de Março)
- Les Clark (Alice e as criaturas do País das Maravilhas)
- Norm Ferguson (a Morsa e o Carpinteiro)

## Produção

### Desenvolvimento

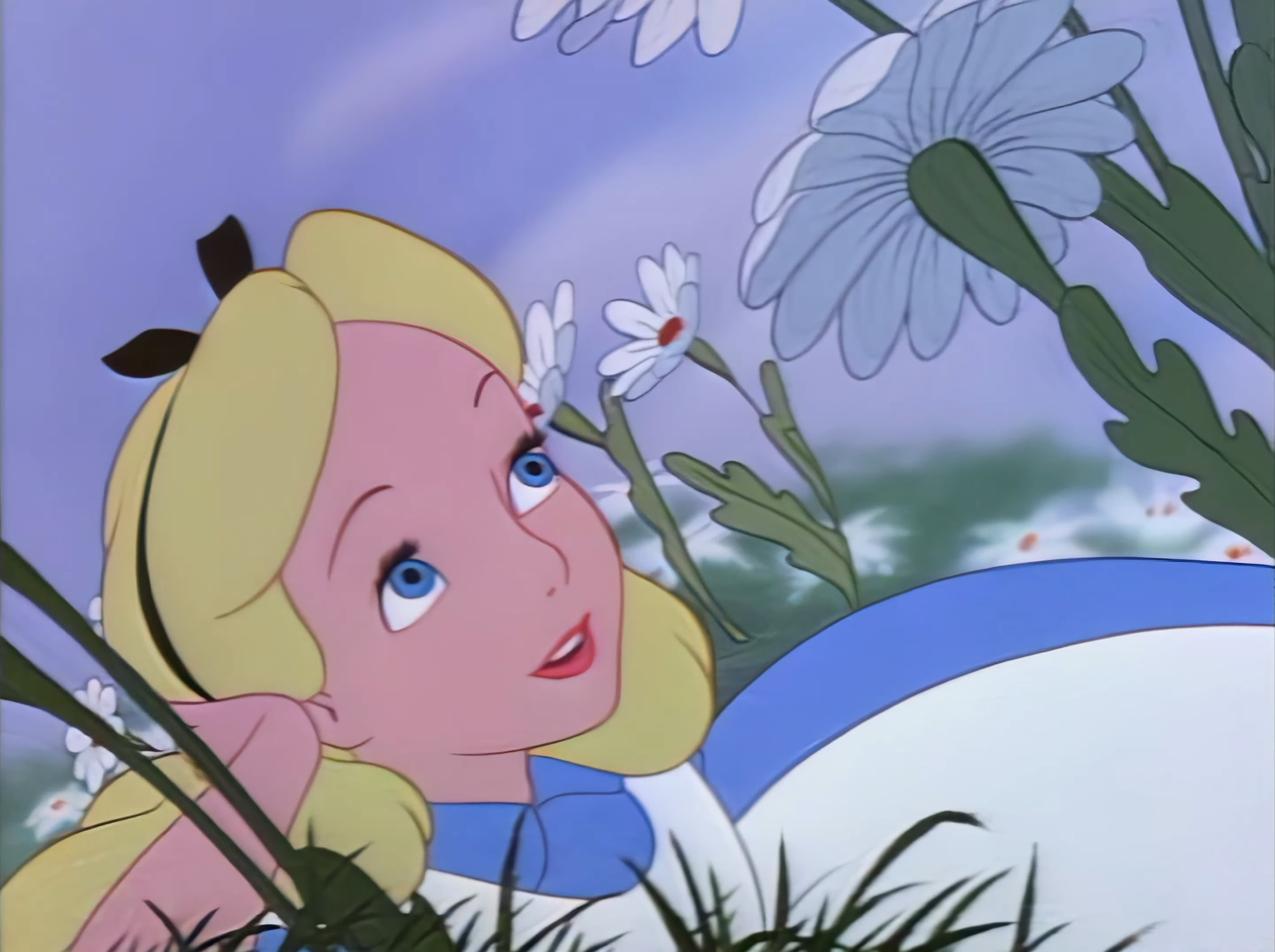
Alice como mostrada no trailer do filme

Walt Disney estava familiarizado com os livros de Lewis Carroll sobre Alice, Alice no País das Maravilhas (1865) e Through the Looking-Glass (1871), uma vez que os havia lido quando menino.
Em 1923, Disney era um aspirante a cineasta aos vinte e um anos que trabalhava no Laugh-O-Gram Studio em Kansas City, fazendo a fracassada série de curtas-metragens com o nome de Newman Laugh-O-Grams. O último episódio desta série de curtas foi chamado de Alice's Wonderland, que foi vagamente inspirado nos livros de Alice. O curta apresentava uma garota em carne e osso (Virginia Davis) interagindo com um mundo animado. Enfrentando problemas de negócios, no entanto, o Laugh-O-Gram Studio foi à falência em julho de 1923 e o filme nunca foi lançado para o público em geral. No entanto, Disney partiu para Hollywood e usou o curta para mostrar a distribuidores em potencial. Margaret J. Winkler, da Winkler Pictures, concordou em distribuir uma série a ser produzida por Disney que seria baseada na personagem chamada Alice Comedies, e Disney fez parceria com seu irmão mais velho, Roy O. Disney recontratando colegas de trabalho de seu antigo estúdio no Kansas City, incluindo Ub Iwerks, Rudolph Ising, Friz Freleng, Carman Maxwell e Hugh Harman para formar a Disney Brothers Studios, que mais tarde foi rebatizada como Walt Disney Productions. A série de curtas começou em 1924 e foi encerrada em 1927.
Em 1933, a Disney considerou fazer uma versão em longa-metragem de animação e live-action de Alice, estrelada por Mary Pickford. No entanto, esses planos foram eventualmente rejeitados para priorizar a realização de Branca de Neve e os Sete Anões, além do fato da Disney ter sido desestimulada pela adaptação em live-action da Paramount em 1933, Alice in Wonderland. No entanto, Walt Disney não abandonou completamente a ideia de adaptar Alice e em 1936 realizou o curta animado Thru the Mirror, que era uma paródia da história de Alice estrelado por Mickey Mouse.
Em 1938, após o enorme sucesso de Branca de Neve, os estúdios Disney comprou os direitos do livro Alice no País das Maravilhas com as ilustrações de John Tenniel e registrou oficialmente o título na Motion Picture Association of America. O estúdio então contratou o artista de storyboard Al Perkins e o diretor de arte David S. Hall para desenvolver a história e a arte conceitual do filme.  Um rolo de história foi concluído em 1939, mas Disney não gostou; ele sentiu que os desenhos de Hall se assemelhavam aos desenhos de Tenniel, tornando-os muito difíceis de animar e que o tom geral do roteiro de Perkins era muito grotesco e escuro. Percebendo a quantidade de trabalho necessária para realizar Alice no País das Maravilhas e com a devastação econômica causada pela Segunda Guerra Mundial, além das demandas de produção de Pinóquio, Fantasia e Bambi, a Disney decidiu engavetar a produção de Alice.
No outono de 1945, logo após o fim da Segunda Guerra, a Disney ressuscitou o projeto de Alice no País das Maravilhas e contratou o escritor britânico Aldous Huxley para reescrever o roteiro. Huxley inventou uma história na qual Lewis Carroll e Alice Liddell (a inspiração para o romance original) foram incompreendidos e perseguidos após a publicação do livro. Na história de Huxley, a atriz de teatro Ellen Terry simpatizou com Carroll e Liddell, e a Rainha Vitória serviu como Deus ex machina, validando Carroll devido a sua apreciação pelo livro. Walt Disney considerou a então atriz infantil Margaret O'Brien para o papel-título. No entanto, ele sentiu que a versão de Huxley era uma adaptação literal do livro de Carroll. A artista de background Mary Blair enviou alguns desenhos conceituais de Alice; as pinturas de Blair se afastaram das ilustrações detalhadas de Tenniel, assumindo uma postura modernista, usando cores ousadas e irreais. Walt aprovou os designs de Blair e o roteiro foi reescrito para focar mais na comédia, na música e no lado caprichoso dos livros de Carroll.
Assim como nos projetos originais dos anos 30, a Disney considerou fazer uma versão animada e com ação ao vivo de Alice no País das Maravilhas (semelhante aos curtas da série Alice Comedies) que estrelaria Ginger Rogers e utilizaria o processo de vapor de sódio até então bem desenvolvido para animação das cenas. Lisa Davis (que mais tarde dublou Anita Radcliffe em One Hundred and One Dalmatians) e Luana Patten também foram consideradas para o papel de Alice. No entanto, Disney sentiu que poderia fazer jus ao livro apenas fazendo um longa-metragem totalmente animado e em 1946 o trabalho de produção de Alice no País das Maravilhas finalmente começou. Com a data de lançamento do filme provisoriamente agendada para 1950, as equipes de animação de Alice no País das Maravilhas e Cinderela efetivamente competiram entre si para ver qual filme terminaria primeiro; no início de 1948, Cinderela havia progredido consideravelmente mais do que Alice.
Uma disputa legal com a versão cinematográfica de Dallas Bower de 1949 também estava em andamento. A Disney havia entrado com um processo para impedir o lançamento da versão britânica nos Estados Unidos e o caso foi amplamente coberto pela revista Time na época. A empresa que lançou a versão britânica acusou a Disney de tentar explorar seu filme ao lançar sua versão praticamente ao mesmo tempo.

### Escrita do roteiro
Por meio de vários rascunhos do roteiro, muitas sequências que estavam presentes no livro de Carroll entraram e saíram da história. No entanto, Disney insistiu que as cenas em si mesmas se mantivessem próximas às do romance, já que a maior parte do humor estava na escrita.
Uma cena descartada dos primeiros esboços de 1939 do filme ocorreu do lado de fora da mansão da Duquesa, onde o Peixe Lacaio está dando uma mensagem ao Lacaio Sapo para levar à Duquesa, dizendo que ela foi convidada a jogar croqué com a Rainha de Copas. Alice ouve isso e foge para a cozinha da mansão, onde encontra a cozinheira da Duquesa cozinhando loucamente e a Duquesa amamentando seu bebê. A cozinheira está espalhando pimenta por todo o quarto, fazendo com que a Duquesa e Alice espirrem e o bebê chore. Depois de uma rápida conversa entre Alice e a Duquesa, a cozinheira de temperamento forte começa a jogar panelas e frigideiras no bebê barulhento. Alice resgata o bebê, mas ao sair de casa o bebê se transforma em um porco e foge. A cena foi deletada por ter sido muito frenética.
Outra cena que foi excluída de um rascunho posterior ocorreu em Tulgey Wood, onde Alice encontrou o que parecia ser um Jaguadarte de aparência sinistra escondido no escuro, antes de se revelar como uma besta de dragão de aparência cômica com sinos e apitos de fábrica em seu cabeça. Uma música, "Beware the Jabberwock", também foi escrita. No entanto, a cena foi descartada em favor do conto "A Morsa e o Carpinteiro".
Outra cena deletada em Tulgey Wood mostra Alice consultando o Cavaleiro Branco, que deveria ser uma caricatura de Walt Disney. Embora Disney tenha gostado da cena, ele sentiu que seria melhor se Alice aprendesse a lição sozinha, daí veio a ideia de criar a canção "Very Good Advice".
Outros personagens do livro como A Tartaruga Falsa e o Grifo foram descartados por razões de ritmo.

## Música
Em um esforço para reter alguns dos poemas imaginativos de Carroll, a Disney contratou os melhores compositores para compor canções construídas em torno deles para uso no filme. Mais de trinta possíveis canções foram escritas e muitas delas foram incluídas no filme (embora algumas por apenas alguns segundos), fazendo de Alice o filme com mais canções da história da Disney. Em 1939, Frank Churchill foi designado para compor canções enquanto esboços de desenhos eram feitos sob a liderança de David S. Hall. Embora nenhuma de suas canções tenha sido usada no filme final, a melodia de "Lobster Quadrille" foi usada para a canção "Never Smile at a Crocodile " em Peter Pan. Quando o trabalho em Alice foi retomado em 1946, os compositores da Tin Pan Alley, Mack David, Al Hoffman e Jerry Livingston começaram a compor canções para o filme depois de trabalharem em Cinderela. No entanto, a única música do trio que fez parte do filme foi "The Unbirthday Song".
Enquanto estava compondo canções em Nova York, Sammy Fain tinha ouvido falar que os estúdios da Disney queriam que ele compusesse canções para Alice no País das Maravilhas. Ele também sugeriu o letrista Bob Hilliard como seu colaborador. Os dois escreveram duas canções não utilizadas para o filme, "Beyond the Laughing Sky" e "I'm Odd"; a melodia da primeira canção foi mantida, mas a letra foi alterada. Mais tarde ela se tornou a canção-título de Peter Pan, "The Second Star to the Right". Em abril de 1950, Fain e Hilliard terminaram de compor suas canções para o filme.
A canção-título, composta por Sammy Fain, tornou-se um padrão de jazz, sendo adaptada pelo pianista Dave Brubeck em 1952 e incluída em seu álbum de 1957 Dave Digs Disney, gravado pela Columbia.
A canção, "In a World of My Own", está incluída no álbum especial de trilhas sonoras da Disney Classic Disney: 60 Years of Musical Magic.

### Trilha sonora
A trilha sonora do filme foi lançada pela primeira vez em LP em 28 de julho de 1951, sendo relançada em CD pela Walt Disney Records em 3 de fevereiro de 1998.
Todas as faixas escritas e compostas por Sammy Fain, Bob Hilliard, Mack David, Al Hoffman, Jerry Livingston, Oliver Wallace, Ted Sears, Gene de Paul e Don Raye. 
| N.º | Título                                                                                            | Performer(s)                                                                    | Duração |  |
| 1.  | "Main Title ("Alice in Wonderland")"                                                              | The Judd Conlon Chorus                                                          | 2:32    |  |
| 2.  | "Pay Attention/ In a World of My Own"                                                             | Oliver Wallace; Kathryn Beaumont                                                | 2:12    |  |
| 3.  | "I'm Late"                                                                                        | Bill Thompson                                                                   | 0:42    |  |
| 4.  | "Curiosity Leads to Trouble/ Simply Impassable"                                                   | Oliver Wallace                                                                  | 4:02    |  |
| 5.  | "The Sailor's Hornpipe/ The Caucus Race"                                                          | Bill Thompson e The Rhythmaires & the Judd Conlon Chorus                        | 2:27    |  |
| 6.  | "We're Not Waxworks"                                                                              | Oliver Wallace                                                                  | 0:25    |  |
| 7.  | "How D'Ye Do and Shake Hands/Curious?"                                                            | J. Pat O'Malley                                                                 | 0:55    |  |
| 8.  | "The Walrus and the Carpenter"                                                                    | J. Pat O'Malley                                                                 | 5:05    |  |
| 9.  | "Old Father William"                                                                              | J. Pat O'Malley                                                                 | 0:23    |  |
| 10. | "Mary Ann! / A Lizard with a Ladder/ We'll Smoke the Blighter Out"                                | Oliver Wallace; Bill Thompson                                                   | 2:42    |  |
| 11. | "The Garden /All in the Golden Afternoon"                                                         | Coro e Kathryn Beaumont                                                         | 3:39    |  |
| 12. | "What Genus Are You?"                                                                             | Oliver Wallace                                                                  | 1:14    |  |
| 13. | "A-E-I-O-U (The Caterpillar Song)/ Who R U/ How Doth the Little Crocodile / Keep Your Temper"     | Richard Haydn                                                                   | 4:34    |  |
| 14. | "A Serpent!"                                                                                      | Oliver Wallace                                                                  | 1:09    |  |
| 15. | "Alone Again/ 'Twas Brillig/ Lose Something"                                                      | Oliver Wallace; Sterling Holloway                                               | 2:30    |  |
| 16. | "The Mad Tea Party/ The Unbirthday Song"                                                          | Kathryn Beaumont, Ed Wynn, Jerry Colonna e Jimmy MacDonald                      | 4:31    |  |
| 17. | "The Tulgey Wood"                                                                                 | Oliver Wallace                                                                  | 2:02    |  |
| 18. | "Very Good Advice"                                                                                | Kathryn Beaumont                                                                | 2:09    |  |
| 19. | "Whom Did You Expect"                                                                             | Oliver Wallace                                                                  | 0:53    |  |
| 20. | "Painting the Roses Red/ March of the Cards"                                                      | The Mellomen e Kathryn Beaumont                                                 | 2:48    |  |
| 21. | "The Queen of Hearts/ Who's Been Painting My Roses Red?"                                          | Verna Felton                                                                    | 1:22    |  |
| 22. | "A Little Girl/ Let the Game Begin/ I Warn You Child"                                             | Oliver Wallace                                                                  | 1:27    |  |
| 23. | "The Trial/ The Unbirthday Song (Reprise)/ Rule 42/ Off with Her Head/ The Caucus Race (Reprise)" | Kathryn Beaumont, Verna Felton, Ed Wynn, Jerry Colonna e The Judd Conlon Chorus | 5:59    |  |

## Lançamento
Alice no País das Maravilhas estreou no Leicester Square Theatre em Londres em 26 de julho de 1951. Durante a temporada teatral inicial do filme, o filme foi lançado como uma sessão dupla com o curta documentário True-Life Adventures ou com Nature's Half Acre. Após a recepção morna inicial do filme, ele nunca foi relançado nos cinemas durante a vida de Disney, sendo, em vez disso, mostrado ocasionalmente na televisão. Alice no País das Maravilhas foi ao ar como o segundo filme a ser exibido no programa de televisão estadunidense Walt Disney's Disneyland na ABC em 3 de novembro de 1954 em uma versão severamente editada para menos de uma hora.
A partir de 1971, o filme foi exibido em vários locais com ingressos esgotados em campus universitários, tornando-se o filme mais alugado em algumas cidades. Então, em 1974, a Disney deu a Alice no País das Maravilhas seu primeiro relançamento teatral; a empresa chegou a promovê-lo como um filme em sintonia com os "tempos psicodélicos", usando comerciais de rádio apresentando a música "White Rabbit" interpretada pela banda Jefferson Airplane. Este relançamento mostrou-se significativamente mais bem sucedido.

### Marketing
Walt Disney procurou usar o novo meio da televisão para ajudar a anunciar Alice no País das Maravilhas. Em março de 1950, ele falou com seu irmão Roy sobre o lançamento de um programa de televisão com os curtas de animação do estúdio. Roy concordou e, mais tarde naquele verão, eles conversaram com a Coca-Cola sobre o patrocínio de uma transmissão de Natal de uma hora em que a Disney apresentava vários desenhos e uma cena do próximo filme. Tal atração viria a originar o especial One Hour in Wonderland, que foi ao ar na NBC no dia de Natal de 1950. Ao mesmo tempo, um curta-metragem de dez minutos sobre o making of do filme chamado Operation: Wonderland foi produzido e exibido em cinemas e estações de televisão; além disso, Disney, Kathryn Beaumont e Sterling Holloway apareceram no programa The Fred Waring Show em 18 de março de 1951, para promover o filme.

### Mídia doméstica
O filme foi um dos primeiros títulos disponíveis para o mercado de aluguel em VHS e Betamax e para venda no varejo no formato CED Videodisc de curta duração da RCA. Alice no País das Maravilhas foi lançado em 15 de outubro de 1981 em VHS, CED Videodisc e Betamax e novamente em 28 de maio de 1986, em VHS, Betamax e Laserdisc.
Em janeiro de 2000, a Walt Disney Home Video lançou a "Gold Classic Collection", com Alice in Wonderland sendo relançado em VHS e pela primeira vez em DVD em 4 de julho de 2000. O DVD continha como extra o making of Operation: Wonderland, vários vídeos musicais, um livro de histórias digital, um jogo de curiosidades e um trailer teatral.
Uma edição de disco duplo especial foi disponibilizado em 27 de janeiro de 2004 contendo vários extras e bônus. A Disney lançou um DVD de "edição especial de desaniversário" de dois discos em 30 de março de 2010, a fim de promover a versão recente de Tim Burton. O filme foi lançado em Blu-ray pela primeira vez e novamente em DVD em 1 de fevereiro de 2011, para comemorar seu 60º aniversário, apresentando uma nova restauração em HD do filme e novos recursos de bônus. A Disney ainda relançou o filme em Blu-ray e DVD em 26 de abril de 2016, para comemorar o 65º aniversário do filme.
O filme passou a ser disponibilizado pelo Disney + em 12 de novembro de 2019.

## Recepção e legado

### Desempenho comercial
Durante sua exibição teatral original em 1951, o filme arrecadou US$ 2,4 milhões de receita interna estadunidense, causando quase um milhão de dólares em prejuízo se comparado com seu custo de produção estimado em US$ 3 milhões na época. Durante seu relançamento teatral em 1974, Alice acumulou US$ 3,5 milhões de receita, tornando-se um modesto sucesso comercial.

### Reação da crítica
Bosley Crowther, resenhando para o jornal The New York Times, elogiou o filme dizendo que "[...] se você não for muito meticuloso sobre as imagens de Carroll e Tenniel, se gosta muito da Disney e se tem um ritmo um tanto lento e desigual, deve achar este filme divertido. Especialmente para as crianças, que não exigem fidelidade como seus pais. Algumas partes do filme são elegantes, como o chá dos loucos e a cena da corrida; a música é melada e açucarada e a cor é exuberante". A revista Variety escreveu que o filme "tem um charme sincero e uma beleza quimérica que melhor mostra a fantasia de Carroll. No entanto, não foi capaz de adicionar qualquer coração ou calor verdadeiro, ingredientes ausentes no filme e que sempre foram parte integrante dos desenhos animados anteriores da Disney".
O crítico Mae Tinee do Chicago Tribune escreveu que "embora as figuras da Disney se pareçam com os famosos esboços de John Tenniel, elas são abundantes em energia, mas carecem de encantamento e parecem mais relacionadas a Pluto, o filhote desajeitado, do que os produtos da imaginação de Carroll. Os jovens provavelmente acharão um desenho animado agradável, cheio de personagens animados, com o sonho de Alice enfeitado com apenas um toque de pesadelo; aqueles que apreciam a velha história como eu provavelmente ficarão nitidamente desapontados. A Time afirmou que "julgado simplesmente como o mais recente na longa e popular linha de desenhos animados da Disney, Alice carece de uma linha de história desenvolvida, que os especialistas em continuidade do estúdio, apesar de toda a sua liberdade com a tesoura e a pasta, foram incapazes de montar a partir dos livros episódicos. Muito disso é coisa familiar; o jardim de flores vivas de Carroll leva a Disney a reviver o estilo de suas 'Silly Symphonies'. No entanto, há muito para encantar os jovens e há flashes de engenhosidade cartunista que devem agradar aos adultos".
Alice no País das Maravilhas foi recebido com grandes críticas dos fãs de Carroll, bem como do cinema britânico e da crítica literária, que acusou a Disney de "americanizar" uma grande obra da literatura inglesa. Walt Disney não ficou surpreso com a recepção da crítica a Alice (sua versão de Alice era destinada a um grande público familiar, não a críticos literários) mas apesar de todos os longos anos de pensamento e esforço que a Disney investiu no filme, a animação foi recebida com uma resposta morna nas bilheterias e foi uma grande decepção em seu lançamento inicial. Além disso, o próprio Disney alegou que o filme falhou em popularidade porque faltou mais "sentimento". Em The Disney Films, Leonard Maltin diz que o animador Ward Kimball sentiu que o filme falhou porque foi perfeccionista demais: "Este é um caso de cinco diretores, cada um tentando superar o outro e tornar sua sequência a maior e mais louca do filme. Isso teve um efeito de desgaste automático no filme final".
Contudo, desde o relançamento do filme na década de 1970, a crítica contemporânea tem reavaliado o filme e desde então tem sido considerado um clássico da Disney. No site agregador de criticas a filmes Rotten Tomatoes, Alice no País das Maravilhas recebeu um índice de aprovação de 81% através de trinta e uma resenhas com uma classificação média de 6,37/10; o consenso crítico afirma: "Uma boa introdução ao clássico de Lewis Carroll, Alice no País das Maravilhas ostenta algumas das imagens mais surreais e distorcidas do cânone da Disney". No Metacritic o filme obtém a pontuação 68/100, indicando revisões geralmente favoráveis.

## Prêmios e Indicações
Oscar 1952 (EUA)
- Indicado na categoria de Melhor Trilha Sonora.[50]

Festival de Veneza 1951 (Itália)
- Indicado ao prêmio Leão de Ouro[carece de fontes?]